# Alcis
Gli Alcis erano una coppia di divinità gemelle maschili adorate dai Naarvali, un'antica popolazione germanica.

## Descrizione
Vengono citati nel capitolo 43 del De origine actibusque Getarum di Tacito. Secondo quest'opera, il loro culto aveva luogo in un bosco sacro, e non avevano una rappresentazione in immagini. Si dice che i loro sacerdoti indossassero abiti femminili. Secondo alcuni studiosi, "Alcis" era il genitivo di "Alx" (bosco sacro), ed era legato all'equivalente termine greco alsos (ἄλσος).
Gli Alcis comandavano i fratelli ed i giovani uomini. Tacito, nei suoi scritti, li associa ai romani Castore e Polluce.